# Redovje
 Redovje  falu Horvátországban Zágráb megyében. Közigazgatásilag Jasztrebarszkához tartozik.

## Fekvése
Zágrábtól 32 km-re délnyugatra, községközpontjától 6 km-re északnyugatra a Plešivica-hegység déli lejtői alatt fekszik.

## Története
A falunak 1857-ben 23, 1910-ben 46 lakosa volt. Trianon előtt Zágráb vármegye Jaskai járásához tartozott. 2001-ben 37 lakosa volt. 

## Lakosság
| Lakosság változása | Lakosság változása | Lakosság változása | Lakosság változása | Lakosság változása | Lakosság változása | Lakosság változása | Lakosság változása | Lakosság változása | Lakosság változása | Lakosság változása | Lakosság változása | Lakosság változása | Lakosság változása | Lakosság változása |
| ------------------ | ------------------ | ------------------ | ------------------ | ------------------ | ------------------ | ------------------ | ------------------ | ------------------ | ------------------ | ------------------ | ------------------ | ------------------ | ------------------ | ------------------ |
| 1857               | 1869               | 1880               | 1890               | 1900               | 1910               | 1921               | 1931               | 1948               | 1953               | 1961               | 1971               | 1981               | 1991               | 2001               |
| 23                 | 32                 | 31                 | 50                 | 37                 | 46                 | 43                 | 40                 | 47                 | 45                 | 39                 | 44                 | 41                 | 42                 | 37                 |

## Külső hivatkozások
Jasztrebaszka város hivatalos oldala